# Diplazium longipes
Diplazium longipes är en majbräkenväxtart som beskrevs av Antoine Laurent Apollinaire Fée.
Diplazium longipes ingår i släktet Diplazium och familjen Athyriaceae. Inga underarter finns listade i Catalogue of Life.